# Lorquí
Lorquí er en by og kommune i det sydøstlige Spanien i Murcia-regionen. Den har et indbyggertal på 7.770 (2024) indbyggere.